# Ховикский дом
Ховикский дом, англ. Howick house — сооружение эпохи мезолита, обнаруженное археологами-любителями в скалистой местности невдалеке от деревни Ховик (о произношении названия см. en:Howick, Northumberland) в английском графстве Нортумберленд. В результате раскопок обнаружен круг отверстий под сваи с остатками угля в основаниях, ряд меньших отверстий, а внутри дома — несколько неглубоких очагов с остатками угля, обгоревшая скорлупа жареных орехов и несколько обломков костей. Радиоуглеродная датировка определила время сооружения дома: 7600 г. до н. э. Считался старейшим домом в Британии до тех пор, пока в Стар-Карре не был обнаружен другой «рекордсмен».
Дом был населён в течение примерно 100 лет. Обитатели дома были охотниками и собирателями и жили в нём круглый год.